# Amazzone al Circo
Amazzone al circo, è un dipinto ad acquarello su carta del pittore Italiano Giulio Aristide Sartorio. Venne dipinto nel 1884 circa, nel corso del primo soggiorno parigino dell'artista.

## Storia
In seguito al successo dell'opera Dum Romae consulitur morbus imperat, l'artista riceve la commissione di ornare con pitture e stucchi in stile Luigi XV il villino del conte Giuseppe Gamberini a Roma. Nel corso della creazione dell'opera sente il bisogno di perfezionare il suo stile, e decide nell'aprile del 1884 di partire per Parigi.

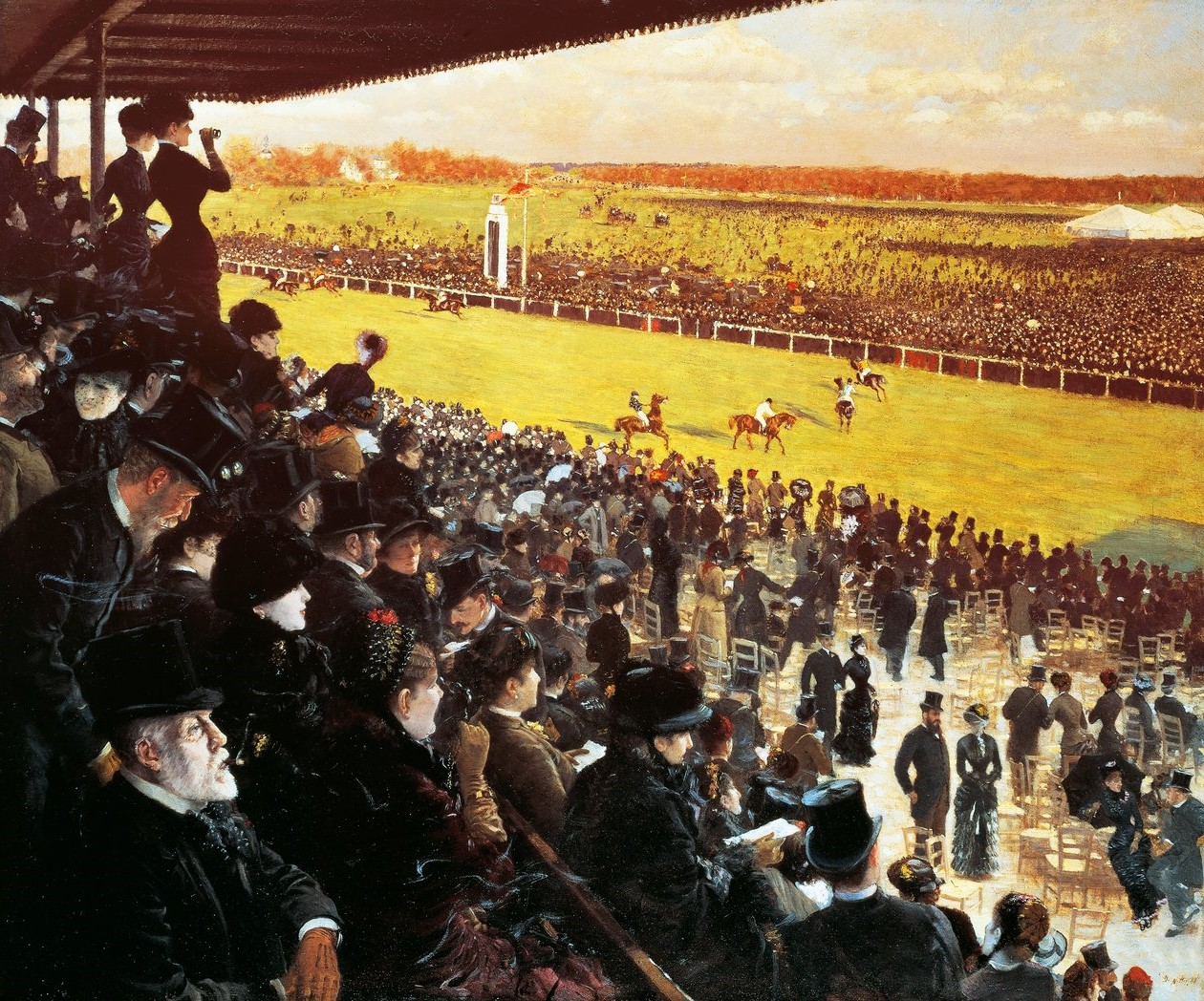
Giuseppe De Nittis - Corse di Longchamps (1883) - Collezione privata

Nel corso di questo soggiorno visita il castello di Fontainebleau e la reggia di Versailles, i musei Parigini, e il Salon, dove ammira la pittura accademica, specialmente quella di Jean-Léon Gérôme.
Nello stesso periodo visita il connazionale Giuseppe De Nittis, e partecipa a un "pranzo della polenta". Il pittore viene incuriosito dallo stile dell'artista che raffigura nelle sue opere la modernità della società parigina.

## Descrizione
Siamo a Parigi, nell'edificio del Cirque Fernando; alla fine della performance di Dressage, una cavallerizza tira le redini e arresta il suo cavallo. Finita la prestazione, troviamo tra il pubblico, sulla sinistra, un uomo in piedi, di spalle alla pista, probabilmente il presentatore, che introduce il prossimo numero, ossia i clown che stanno per entrare dal lato opposto.

## Contesto storico
Istituito nel 1872 a Vierzon, da Ferdinand Beert (1835-1902) (nome d'arte Fernando), ma presto trapiantato a Parigi, il Cirque Fernando era il primo circo stabile Francese, luogo di intrattenimento per la società mondana dell'epoca. La vicinanza a Montmatre, lo portò a essere dipinto da molti artisti, come Renoir, Degas e Toulouse-Lautrec, che lo rappresentarono in delle loro opere. Successivamente passerà di proprietà al figliastro del direttore, e resterà attivo fino al 1897, quando in seguito alla bancarotta, venne venduto ad un'altra compagnia circense mutando di nome.